# Ivan Menjivar
Ivan Menjivar (La Paz, 30 de maio de 1982) é um lutador de artes marciais mistas salvadorenho, naturalizado canadense, atualmente compete no Peso Galo.

## Carreira no MMA
Menjivar fez lutas com adversários mais conhecidos nos pesos Leves e Meio Médios. Seus adversário mais notáveis foram Matt Serra, Jason Black, Jeff Curran, Joe Lauzon, Urijah Faber, Caol Uno, Bart Palaszewski, Vitor Ribeiro, Hideo Tokoro e o ex-campeão Meio Médio do UFC, Georges St-Pierre.
Menjivar fez sua estréia no MMA em 2001, em 2006 após perder para Bart Palaszewski no IFL se aposentou do MMA com o cartel de 20-7. Porém quatro anos depois, em 2010 voltou a lutar e venceu por Finalização no W-1.

### World Extreme Cagefighting
Em Novembro de 2010, Menjivar foi contratado pelo WEC antes mesmo da fusão com o UFC.
Em sua estréia promocional, desceu para os Galos para enfrentar Brad Pickett em 16 de Dezembro de 2010 no WEC 53 (o último evento do WEC). Após uma luta bem equilibrada Menjivar perdeu por Decisão Unânime e a luta ganhou o prêmio de Luta da Noite.

### Ultimate Fighting Championship
Em 28 de Outubro de 2010 o WEC anunciou a fusão com o UFC e todos os lutadores do antigo evento passariam a lutar no maior evento de MMA.
Menjivar venceu Charlie Valencia no primeiro round por Nocaute Técnico no UFC 129 em 30 de Abril de 2011, após quebrar o nariz de seu adversário com uma cotovelada, deu sequencia com socos para acabar com a luta em 90 segundos.
O próximo adversário de Menjivar foi Nick Pace em 6 de Agosto de 2011 no UFC 133. A luta foi realizada em Peso Casado em 138 pounds devido a Menjivar não bater o peso. Ele venceu a luta por Decisão Unânime.
Menjivar finalizou John Albert no primeiro round em 15 de Fevereiro de 2012 no UFC on Fuel TV: Sanchez vs. Ellenberger. Sua performance rendeu o prêmio de Finalização da Noite.
Menjivar era esperado para enfrentar Renan Barão no UFC 148 em 7 de Julho de 2012. Porém, Barão foi retirado do combate para enfrentar Urijah Faber pelo Título Interino dos Galos. Menjivar enfrentou Mike Easton no evento de perdeu por Decisão Unânime.
Menjivar enfrentou o estreante Azamat Gashimov e venceu por Finalização no primeiro round em 17 Novembro de 2012 no UFC 154. Sua performance rendeu o bônus de Finalização da Noite.
Menjivar enfrentou Urijah Faber em 23 de Fevereiro de 2013 no UFC 157 sendo derrotado por finalização mata leão em pé. 
Após perder a revanche contra Faber, ele era esperado para enfrentar Norifumi Yamamoto em 21 de Setembro de 2013 no UFC 165, porém uma lesão tirou Yamamoto do evento e foi substituído por Wilson Reis. Ele perdeu por decisão unânime.
Após três derrotas nas últimas quatro lutas, Menjivar optou por subir de categoria para os penas para enfrentar Hatsu Hioki em 1 de Março de 2014 no UFC Fight Night: Kim vs. Hathaway. Menjivar amargou sua terceira derrota seguida, perdendo por decisão unânime. Dias após a derrota, Menjivar foi demitido do Ultimate.

## Cartel no MMA
| Cartel no MMA       |             |             |
| 37 lutas            | 25 vitórias | 12 derrotas |
| Por nocaute         | 9           | 1           |
| Por finalização     | 10          | 2           |
| Por decisão         | 6           | 8           |
| Por desqualificação | 0           | 1           |

| Res.    | Cartel | Oponente          | Método                                 | Evento                                  | Data       | Round | Tempo | Local                            | Notas                                                 |
| ------- | ------ | ----------------- | -------------------------------------- | --------------------------------------- | ---------- | ----- | ----- | -------------------------------- | ----------------------------------------------------- |
| Derrota | 25-12  | Hatsu Hioki       | Decisão (unânime)                      | UFC Fight Night: Kim vs. Hathaway       | 01/03/2014 | 3     | 5:00  | Cotai                            |                                                       |
| Derrota | 25-11  | Wilson Reis       | Decisão (unânime)                      | UFC 165: Jones vs. Gustafsson           | 21/09/2013 | 3     | 5:00  | Toronto, Ontario                 |                                                       |
| Derrota | 25-10  | Urijah Faber      | Finalização (mata leão em pé)          | UFC 157: Rousey vs. Carmouche           | 23/02/2013 | 1     | 4:34  | Anaheim, California              |                                                       |
| Vitória | 25–9   | Azamat Gashimov   | Finalização (chave de braço)           | UFC 154: St. Pierre vs. Condit          | 17/11/2012 | 1     | 2:44  | Montreal, Quebec,                | Finalização da Noite                                  |
| Derrota | 24–9   | Mike Easton       | Decisão (unânime)                      | UFC 148: Silva vs. Sonnen II            | 07/07/2012 | 3     | 5:00  | Las Vegas, Nevada                |                                                       |
| Vitória | 24–8   | John Albert       | Finalização (mata-leão)                | UFC on Fuel TV: Sanchez vs. Ellenberger | 15/02/2012 | 1     | 3:45  | Omaha, Nebraska                  | Finalização da Noite                                  |
| Vitória | 23–8   | Nick Pace         | Decisão (unânime)                      | UFC 133: Evans vs. Ortiz                | 06/08/2011 | 3     | 5:00  | Philadelphia, Pennsylvania       | Menjivar não bateu o peso (138 lbs).                  |
| Vitória | 22–8   | Charlie Valencia  | Nocaute Técnico (cotovelada e socos)   | UFC 129: St. Pierre vs. Shields         | 30/04/2011 | 1     | 1:30  | Toronto, Ontario                 |                                                       |
| Derrota | 21–8   | Brad Pickett      | Decisão (unânime)                      | WEC 53: Henderson vs. Pettis            | 16/12/2010 | 3     | 5:00  | Glendale, Arizona                | Estréia no Peso Galo                                  |
| Vitória | 21–7   | Aaron Miller      | Finalização (triangulo)                | W-1 MMA 5: Judgment Day                 | 19/06/2010 | 1     | 2:25  | Montreal, Quebec                 |                                                       |
| Derrota | 20–7   | Bart Palaszewski  | Decisão (dividida)                     | IFL: World Championship Semifinals      | 02/11/2006 | 3     | 4:00  | Portland, Oregon                 |                                                       |
| Derrota | 20–6   | Caol Uno          | Decisão (unânime)                      | Hero's 7                                | 09/10/2006 | 2     | 5:00  | Yokohama                         | Semi-final do torneio de Leves do Hero's 2006.        |
| Vitória | 20–5   | Hideo Tokoro      | Decisão (majoritária)                  | Hero's 6                                | 05/08/2006 | 2     | 5:00  | Tóquio                           | Quartas-de-final do torneio de Leves do Hero's 2006.  |
| Vitória | 19–5   | Justin Tavernini  | Finalização (triangulo)                | Ultimate Cage Wars 4                    | 27/05/2006 | 1     | N/A   | Winnipeg, Manitoba               |                                                       |
| Vitória | 18–5   | Taiyo Nakahara    | Decisão (unânime)                      | Hero's 5                                | 03/05/2006 | 2     | 5:00  | Tóquio                           | Round de abertura do torneio de Leves do Hero's 2006. |
| Derrota | 17–5   | Urijah Faber      | Desqualificação (chute ilegal no chão) | TKO 24: Eruption                        | 28/01/2006 | 2     | 2:02  | Laval, Quebec                    |                                                       |
| Vitória | 17–4   | Joe Lauzon        | Finalização (chave de panturrilha)     | APEX: Undisputed                        | 03/09/2005 | 1     | N/A   | Montreal, Quebec                 |                                                       |
| Vitória | 16–4   | Mika Shida        | Decisão (unânime)                      | Pancrase: Spiral 6                      | 31/07/2005 | 3     | 5:00  | Tóquio                           |                                                       |
| Vitória | 15–4   | Brandon Carlson   | Finalização (mata-leão)                | KOTC: Edmonton                          | 16/04/2005 | 1     | 0:45  | Edmonton, Alberta                |                                                       |
| Vitória | 14–4   | Ryan Ackerman     | Nocaute Técnico                        | APEX: Genesis                           | 05/09/2004 | 2     | 2:02  | Montreal, Quebec                 |                                                       |
| Derrota | 13–4   | Matt Serra        | Decisão (unânime)                      | UFC 48: Payback                         | 19/06/2004 | 3     | 5:00  | Las Vegas, Nevada                |                                                       |
| Vitória | 13–3   | Mike French       | Finalização (chave de braço)           | Ultimate Generation Combat 6            | 20/12/2003 | 1     | 0:40  | Montreal, Quebec                 |                                                       |
| Vitória | 12–3   | Antoine Coutu     | Nocaute Técnico                        | Ultimate Generation Combat 5            | 18/10/2003 | 1     | N/A   | Montreal, Quebec                 |                                                       |
| Derrota | 11–3   | Vitor Ribeiro     | Decisão (unânime)                      | Absolute Fighting Championships 4       | 19/07/2003 | 3     | 5:00  | Fort Lauderdale, Florida         |                                                       |
| Vitória | 11–2   | Brandon Shuey     | Finalização (chave de joelho)          | WFF 4: Civil War                        | 04/04/2003 | 1     | 0:38  | Vancouver, British Columbia      |                                                       |
| Vitória | 10–2   | Max Marin         | Nocaute Técnico                        | MFC: Unplugged                          | 29/11/2002 | 1     | 4:12  | Edmonton, Alberta                |                                                       |
| Vitória | 9–2    | Andy Social       | Finalização (chave de braço)           | UCC Proving Ground 8                    | 03/11/2002 | 1     | 0:20  | Victoriaville, Quebec            |                                                       |
| Vitória | 8–2    | Shane Rice        | Nocaute Técnico                        | UCC 11: The Next Level                  | 11/10/2002 | 1     | 1:58  | Montreal, Quebec                 |                                                       |
| Vitória | 7–2    | Jay R. Palmer     | Nocaute Técnico (slam)                 | UCC Hawaii: Eruption in Hawaii          | 17/09/2002 | 1     | 1:03  | Honolulu, Hawaii                 |                                                       |
| Vitória | 6–2    | Jeff Curran       | Decisão (unânime)                      | UCC 10: Battle for the Belts 2002       | 15/06/2002 | 3     | 5:00  | Hull, Quebec                     |                                                       |
| Derrota | 5–2    | Jason Black       | Finalização (guilhotina)               | UCC 8: Fast and Furious                 | 30/03/2002 | 1     | 3:33  | Rimouski, Quebec                 |                                                       |
| Vitória | 5–1    | Andy Lalonde      | Nocaute Técnico                        | UCC Proving Ground 4                    | 09/03/2002 | 1     | 1:00  | Victoriaville, Quebec            |                                                       |
| Derrota | 4–1    | Georges St-Pierre | TKO (socos)                            | UCC 7: Bad Boyz                         | 25/01/2002 | 1     | 4:59  | Montreal, Quebec                 |                                                       |
| Vitória | 4–0    | Dany Ward         | Nocaute (chute na cabeça)              | UCC Proving Ground 2                    | 16/12/2001 | 1     | 1:05  | Saint-Jean-sur-Richelieu, Quebec |                                                       |
| Vitória | 3–0    | Francois Flibotte | Finalização (mata-leão)                | UCC Proving Ground 1                    | 28/10/2001 | 1     | 1:24  | Saint-Jean-sur-Richelieu, Quebec |                                                       |
| Vitória | 2–0    | J.F. Bolduc       | Decisão (dividida)                     | UCC 4: Return Of The Super Strikers     | 12/05/2001 | 1     | 10:00 | Sherbrooke, Quebec               |                                                       |
| Vitória | 1–0    | David Guigui      | Finalização                            | UCC 3: Battle for the Belts             | 27/01/2001 | 1     | 7:54  | Sherbrooke, Quebec               |                                                       |